# Parti libéral de la Saskatchewan
Le Parti libéral de la Saskatchewan est un parti politique dans la province canadienne de la Saskatchewan.

## Origines
Le parti domine la politique saskatchewanaise pour les quarante premières années d'existence de la province : six des sept premiers premiers ministres sont libéraux, et le parti est au pouvoir pour tous sauf cinq années de la création de la province en 1905 jusqu'à la Seconde Guerre mondiale. Se plaçant au centre de l'échiquier politique, le parti courtise assidûment les électeurs "ethniques" (c'est-à-dire, non-britanniques), ainsi que le mouvement agricole organisé, et refuse de capituler devant les sentiments "nativistes" qui connaissent leur apogée dans la brève mais spectaculaire existence du Ku Klux Klan en Saskatchewan en 1927 et 1928.

## Fortune changeante
Toutefois, dans l'élection de 1944, la Saskatchewan connaît un changement lorsqu'elle élit le premier gouvernement socialiste en Amérique du Nord sous Tommy Douglas et la Co-operative Commonwealth Federation. Les libéraux se déplacent vers la droite politique et demeurent exclus du pouvoir pendant 20 ans, jusqu'à la victoire électorale de Ross Thatcher en 1964. Thatcher mène les libéraux à la réélection en 1967.
Après la défaite des libéraux dans l'élection de 1971 aux mains du parti successeur de la CCF, le Nouveau Parti démocratique de la Saskatchewan (NPD), le parti demeure le principal parti de l'opposition jusqu'à l'élection de 1978, lorsque le parti est balayé de la carte et remplacé à la droite par le Parti progressiste-conservateur de la Saskatchewan.

## Le parti dans les années 1980 et 1990
Les libéraux choissent en 1989 la future lieutenant-gouverneure Lynda Haverstock. Les libéraux ne réussissent qu'à tirer un mince profit de l'effondrement du gouvernement de Grant Devine qui croule sous les scandales et les déficits dans l'élection de 1991, mais Haverstock remporte son siège à Saskatoon.
Dans l'élection de 1995, les libéraux remplacent les tories pour devenir l'Opposition officielle au gouvernement néo-démocrate nouvellement réélu de Roy Romanow. Toutefois, de l'insatisfaction avec la modération politique et des soupçons concernent les liens du parti avec les libéraux fédéraux aboutissent à l'éjection de Haverstock du poste de chef par le nouveau caucus. Généralement, les libéraux n'ont pas été un parti de centre-droite.
Le parti continue à décliner, et en 1997, plusieurs députés associés à l'aile droite du Parti libéral se joignent à des partisans du Parti réformiste du Canada et des anciens tories pour former le Parti saskatchewanais.

## Histoire récente
L'élection de 1999 réduit les libéraux, alors menés par Jim Melenchuk, à seulement trois sièges et au statut de tiers-parti à la législature. Le NPD, toutefois, n'avait pas réussi à remporter une majorité des sièges et convainc les libéraux de former un gouvernement de coalition avec les néo-démocrates. Les députés libéraux sont alors nommés à des postes au conseil des ministres. Un libéral qui avait été défait de justesse, David Karwacki, s'oppose à la coalition. Les militants du parti se rangent du côté de Karwacki et il est élu chef du parti, défaisant le député Jack Hillson qui s'était d'abord joint à la coalition mais retiré subséquemment. Karwacki ordonne aux deux autres députés libéraux, Melenchuk et Ron Osika, de quitter la coalition. Ils refusent, et le parti se divise. Les libéraux pro-coalition se joignent éventuellement au NPD. Ces députés sont toutefois défaits par leurs rivaux du Parti saskatchewanais lors du prochain scrutin.
La guerre interne nuit aux libéraux, et un électorat polarisé exclut le parti de la législature dans l'élection de 2003. Hillson est défait dans la circonscription de Battlefords par le candidat néo-démocrate et Karwacki est incapable de remporter un siège dans Saskatoon.
La combinaison d'un électorat qui demeure polarisé et l'impopularité des libéraux fédéraux en Saskatchewan laisse le Parti libéral provincial devant un avenir incertain, au moins à court-ou-moyen terme.

## Chefs du parti
| Nom                         | Chef                               | Premier ministre                                                         |
| --------------------------- | ---------------------------------- | ------------------------------------------------------------------------ |
| Thomas Walter Scott         | 16 août 1905-16 octobre 1916       | 1905-1916                                                                |
| William Melville Martin     | 20 octobre 1916-5 avril 1922       | 1916-1922                                                                |
| Charles Avery Dunning       | 5 avril 1922-26 février 1926       | 1922-1926                                                                |
| James Garfield Gardiner     | 26 février 1926-1er novembre 1935  | 26 février 1926-9 septembre 1929, puis 19 juillet 1934-1er novembre 1935 |
| William John Patterson      | 1er novembre 1935-6 août 1946      | 1er novembre 1935-10 juillet 1944                                        |
| Walter Adam Tucker          | 6 août 1946-1954                   |                                                                          |
| Alexander Hamilton McDonald | 26 novembre 1954-24 septembre 1959 |                                                                          |
| Ross Thatcher               | 24 septembre 1959-1971             | 2 mai 1964-30 juin 1971                                                  |
| David Steuart               | 11 décembre 1971-11 décembre 1976  |                                                                          |
| Edward Cyril Malone         | 11 décembre 1976-1981              |                                                                          |
| Ralph Goodale               | 13 juin 1981-1988                  |                                                                          |
| Lynda Haverstock            | 2 avril 1989-12 novembre 1995      |                                                                          |
| Ron Osika (intérim)         | 1995-1996                          |                                                                          |
| Jim Melenchuk               | 24 novembre 1996-2001              |                                                                          |
| David Karwacki              | 27 octobre 2001-21 décembre 2007   |                                                                          |
| Frank Proto (intérim)       | 21 décembre 2007-21 février 2009   |                                                                          |
| Ryan Bater                  | 21 février 2009-31 janvier 2012    |                                                                          |
| Greg Gallagher (intérim)    | 12 mars 2012-16 décembre 2013      |                                                                          |
| Darrin Lamoureux (intérim)  | 16 décembre 2013-21 août 2014      |                                                                          |
| Darrin Lamoureux            | 21 août 2014-9 septembre 2017      |                                                                          |
| Tara Jijian                 | 24 septembre 2017-5 mai 2018       |                                                                          |
| Naveed Anwar                | 5 mai 2018-9 septembre 2020        |                                                                          |
| Robert Rudachyk (intérim)   | 28 septembre 2020-16 octobre 2021  |                                                                          |
| Jeff Walters                | 16 octobre 2021-18 novembre 2023   |                                                                          |
| Nathan Bruce (intérim)      | 18 décembre 2023-15 janvier 2024   |                                                                          |
| Teunis Peters (intérim)     | 15 janvier 2024 - En fonction      |                                                                          |

## Résultats électoraux

### Élections provinciales
| Élection | Chef                        | Votes   | %     | Sièges  | +/–  | Rang | Gouvernement                                      |
| -------- | --------------------------- | ------- | ----- | ------- | ---- | ---- | ------------------------------------------------- |
| 1905     | Thomas Walter Scott         | 17 812  | 52,25 | 16 / 25 |      | 1er  | Scott                                             |
| 1908     | Thomas Walter Scott         | 29 807  | 50,79 | 27 / 41 | 11   | 1er  | Scott                                             |
| 1912     | Thomas Walter Scott         | 50 004  | 56,96 | 45 / 53 | 18   | 1er  | Scott (1908-1916) et Martin (1916-1917)           |
| 1917     | William Melville Martin     | 106 552 | 56,68 | 51 / 59 | 6    | 1er  | Martin                                            |
| 1921     | William Melville Martin     | 92 983  | 51,39 | 46 / 63 | 5    | 1er  | Martin (1921-1922) et Dunning (1922-1925)         |
| 1925     | Charles Avery Dunning       | 127 751 | 51,51 | 50 / 63 | 4    | 1er  | Dunning (1925-1926) et Gardiner I (1926-1929)     |
| 1929     | James Garfield Gardiner     | 164 487 | 45,56 | 28 / 63 | 22   | 1er  | Opposition                                        |
| 1934     | James Garfield Gardiner     | 206 212 | 48,00 | 50 / 55 | 22   | 1er  | Gardinier II (1934-1935) et Patterson (1935-1938) |
| 1938     | William John Patterson      | 200 334 | 45,45 | 38 / 52 | 12   | 1er  | Patterson                                         |
| 1944     | William John Patterson      | 140 901 | 35,42 | 5 / 52  | 33   | 2e   | Opposition                                        |
| 1948     | Walter Adam Tucker          | 152 400 | 30,60 | 19 / 52 | 14   | 2e   | Opposition                                        |
| 1952     | Walter Adam Tucker          | 211 882 | 39,27 | 11 / 53 | 8    | 2e   | Opposition                                        |
| 1956     | Alexander Hamilton McDonald | 167 427 | 30,34 | 14 / 53 | 3    | 2e   | Opposition                                        |
| 1960     | Ross Thatcher               | 221 932 | 32,67 | 17 / 54 | 3    | 2e   | Opposition                                        |
| 1964     | Ross Thatcher               | 269 402 | 40,40 | 32 / 58 | 15   | 1er  | Thatcher                                          |
| 1967     | Ross Thatcher               | 193 871 | 45,57 | 35 / 59 | 3    | 1er  | Thatcher                                          |
| 1971     | Ross Thatcher               | 193 864 | 42,82 | 15 / 60 | 20   | 2e   | Opposition                                        |
| 1975     | David Steuart               | 142 853 | 31,67 | 15 / 61 | Égal | 2e   | Opposition                                        |
| 1978     | Edward Cyril Malone         | 65 498  | 13,78 | 0 / 61  | 15   | 3e   | Extra-parlementaire                               |
| 1982     | Ralph Goodale               | 24 134  | 4,51  | 0 / 64  | Égal | 3e   | Extra-parlementaire                               |
| 1986     | Ralph Goodale               | 54 739  | 9,99  | 1 / 64  | 1    | 3e   | Opposition                                        |
| 1991     | Lynda Haverstock            | 125 814 | 23,29 | 1 / 66  | Égal | 3e   | Opposition                                        |
| 1995     | Lynda Haverstock            | 141 873 | 34,70 | 11 / 58 | 10   | 2e   | Opposition                                        |
| 1999     | Jim Melenchuk               | 81 694  | 20,15 | 3 / 57  | 8    | 3e   | Opposition                                        |
| 2003     | David Karwacki              | 60 601  | 14,18 | 0 / 58  | 3    | 3e   | Extra-parlementaire                               |
| 2007     | David Karwacki              | 42 585  | 9,40  | 0 / 58  | Égal | 3e   | Extra-parlementaire                               |
| 2011     | Ryan Bater                  | 2 237   | 0,56  | 0 / 58  | Égal | 4e   | Extra-parlementaire                               |
| 2016     | Darrin Lamoureux            | 15 568  | 3,59  | 0 / 61  | Égal | 3e   | Extra-parlementaire                               |
| 2020     | Robert Rudachyk             | 355     | 0,08  | 0 / 61  | Égal | 6e   | Extra-parlementaire                               |
| 2024     | Teunis Peters               | 536     | 0,11  | 0 / 61  | Égal | 7e   | Extra-parlementaire                               |